# デスクビエルタ級コルベット
| デスクビエルタ級コルベット      | デスクビエルタ級コルベット                               | デスクビエルタ級コルベット                           |
| ------------------------------- | -------------------------------------------------------- | ---------------------------------------------------- |
| 「インファンタ・エレナ」 (F-33) |                                                          |                                                      |
| 艦級概観                        |                                                          |                                                      |
| 艦種                            | コルベット                                               | コルベット                                           |
| 建造期間                        | 1974年 - 1984年                                          | 1974年 - 1984年                                      |
| 就役期間                        | 1978年 - 就役中                                          | 1978年 - 就役中                                      |
| 前級                            | アトレヴィダ級                                           | アトレヴィダ級                                       |
| 次級                            | セルビオーラ級 (哨戒艦)                                  | セルビオーラ級 (哨戒艦)                              |
| 性能・諸元                      |                                                          |                                                      |
| 排水量                          | 基準: 1,363トン                                          | 基準: 1,363トン                                      |
| 排水量                          | 満載: 1,575トン                                          |                                                      |
| 全長                            | 88.9m                                                    | 88.9m                                                |
| 全幅                            | 10.4m                                                    | 10.4m                                                |
| 吃水                            | 3.8m                                                     | 3.8m                                                 |
| 機関                            | CODAD方式                                                | CODAD方式                                            |
| 機関                            | バサン=MTU 16V956 TB91ディーゼルエンジン (4,500 bhp)     | 4基                                                  |
| 機関                            | スクリュープロペラ (250rpm)                              | 2軸                                                  |
| 速力                            | 最大25ノット                                             | 最大25ノット                                         |
| 航続距離                        | 6,100海里 (18kt巡航時)                                   | 6,100海里 (18kt巡航時)                               |
| 電力                            | 1,810kW                                                  | 1,810kW                                              |
| 乗員                            | 士官10名＋曹士108名＋海兵隊30名                          | 士官10名＋曹士108名＋海兵隊30名                      |
| 兵装                            | 76mm単装速射砲                                           | 1基                                                  |
| 兵装                            | L/70 40mm連装機銃                                        | 2基                                                  |
| 兵装                            | シースパロー短SAM 8連装発射機 ※F-35と36はアスピーデ短SAM | 1基                                                  |
| 兵装                            | ハープーンSSM 4連装発射筒 ※モロッコ向けはエグゾセ        | 2基                                                  |
| 兵装                            | 375mm連装対潜ロケット発射機                              | 1基                                                  |
| 兵装                            | Mk.32 3連装短魚雷発射管                                  | 2基                                                  |
| C4I                             | 海軍戦術情報システム (TRITAN-4＋リンク 11; 後日装備)     | 海軍戦術情報システム (TRITAN-4＋リンク 11; 後日装備) |
| レーダー                        | DA-05/2 対空捜索用                                       | 1基                                                  |
| レーダー                        | ZW-06/2 対水上捜索用                                     | 1基                                                  |
| レーダー                        | 1007型 航海用                                            | 1基                                                  |
| レーダー                        | WM-25 砲/短SAM射撃指揮用                                 | 1基                                                  |
| ソナー                          | DE-1160C                                                 | 1基                                                  |
| 電子戦・ 対抗手段               | ニュートン・ベータ電波探知妨害装置                       | ニュートン・ベータ電波探知妨害装置                   |
| 電子戦・ 対抗手段               | Mk.137 チャフ・フレア発射機                              | 2基                                                  |
| 電子戦・ 対抗手段               | AN/SLQ-25 対魚雷デコイ                                   | 1式                                                  |

デスクビエルタ級コルベット（スペイン語: Corbetas de la Clase Descubierta）は、スペインの軍事造船株式会社バサン国営公社が1970年代から1980年代にかけて建造したフリゲートの艦級。
スペイン海軍では当初コルベットと類別されて6隻が就役したが、2004年に4隻が哨戒艦に、1隻が掃海艦に類別変更された。またエジプト海軍で2隻が、モロッコ海軍が1隻が就役している。スペイン海軍では「極小蟻（hormigas atómicas）」の愛称で呼ばれる。

## 来歴
スペインでは、1968年より、初の国産戦闘艦としてバレアレス級フリゲート（F-70型）の建造を開始した。しかし同級は、アメリカ海軍のノックス級護衛駆逐艦をもとに、アメリカのギブス・アンド・コックス社が設計作業をおこなっており、スペインではその設計に従って建造が行われたのみであった。このことから、1970年代に入ると、設計も含めた戦闘艦の国産化が志向されるようになり、1972年には、軍事造船株式会社バサン国営公社が設計作業を受注した。
要求事項は、排水量1,200ないし1,500トン、最大速力25ノット以上、巡航速力18ノット、航続距離4,000海里、兵装として艦対艦ミサイルと艦対空ミサイル、中・小口径火器、対潜魚雷を搭載することとされ、これらの装備は国産ないしライセンス生産化が求められていた。これを満足するため、ポルトガル海軍のジョアン・コーチニョ級コルベットをもとに発展させた設計が採用されることとなった。同級は同国海軍のホジェリオ・ドオリヴェイラ設計官の基本設計をもとに、ドイツのブローム・ウント・フォス社との連携のもとで開発されており、バサン社でも同国海軍からの発注をうけて1968年から1971年にかけて3隻の建造を分担していたことから、ベースとしては最適であった。1973年中頃には4つの設計案が提示され、これを受けて1973年6月には技術開発を決定、1973年12月7日には最初の4隻が、1976年5月25日にはさらに4隻の契約が成立した。ネームシップは1974年11月16日に起工された。

## 設計
上記の経緯により、基本設計はジョアン・コーチニョ級のものが踏襲されている。外見上は中央船楼型であるが、実際の船型は平甲板型であるとされている。船体は2層の甲板から構成されており、上甲板の1層のみが全通している。縦肋骨は高張力鋼、横肋骨は低炭素鋼製とされている。船底構造は二重底構造として、燃料等の液体タンクに供されている。上部構造物は3層構造であり、アルミニウム・マグネシウム合金製とされている。また水中放射雑音低減のため、プレーリー・マスカー・システムも装備している。
主機関としては、MTUフリードリヒスハーフェン社のMTU 16V956 TB91型V型16気筒ディーゼルエンジンをバサン社がライセンス生産して搭載する。これは最大出力4,500馬力（1,575rpm）を2時間持続させうる性能を備えていた。本級ではCODAD方式で4基が搭載されており、2基ずつセットにして、減速機を介して各1軸ずつの推進器を駆動する。推進器としては、3メートル径・5翔式の可変ピッチプロペラ（CPP）が用いられている。
電源としては、主発電機として出力340キロワットのディーゼル発電機4基を、また非常時および静粛運転時用の補助発電機として出力450キロワットのガスタービン発電機1基を搭載している。これによって100％の予備出力が確保されている。

## 装備

### C4ISR
武器管制システムとしては、オランダ・シグナール社（現在のタレス・ネーデルラント社）のSEWACOが搭載されていた。また後の改修により、リンク 11の運用に対応した戦術情報処理装置であるTRITAN-4が搭載された。
レーダーもやはりオランダ・シグナール社製で、対空捜索用にはSバンドのDA-05/2を後檣上に、対水上捜索用にはXバンドのZW-06/2を前檣の前面に搭載しており、また砲熕兵器・個艦防空ミサイルの射撃指揮用のWM-25にも目標捕捉レーダーとしての機能が備わっている。一方、ソナーとしては、アメリカ合衆国・レイセオン社のDE-1160Cが搭載されており、その信号処理はAN/UYK-16コンピュータによって行われる。可変深度ソナーの後日装備も検討されたものの、これは実現しなかった。
電子戦装置としては、イタリア・エレットロニカ社のニュートン・ベータ・システムが搭載された。これはELT-211電波探知装置とELT-318電波妨害装置（ノイズ・ジャミング用）、ELT-521電波妨害装置（欺瞞用）を備えていたが、のちに電波妨害装置は国産のCESELSAカノープスMk.1600に換装され、電波探知装置もエルサーグ・デネブMk.1600にアップデートされている。

### 武器システム
砲熕兵器としては、艦首甲板にはオート・メラーラ社製76mmコンパット砲を1基、また上部構造物後方には564型40mm連装機銃2基を背負式に備えている。この40mm連装機銃は、スウェーデン・ボフォース社製の機銃をイタリア・ブレーダ・メッカニカ・ブレシャーナ社製のコンパット砲塔と組み合わせたものである。また個艦防空ミサイルとして、シースパローの8連装発射機が艦尾甲板上に設置されているが、後期建造艦2隻ではイタリア製のアスピーデに変更された。これらは前檣上のWM-25射撃指揮装置の統制を受けるが、副方位盤としてフランス製の電子光学GFCSも搭載されている。
対潜兵器としては、船楼前端の01甲板レベルに連装式の375mm対潜ロケット発射機を搭載する。これはボフォース社のM/50 375mm対潜ロケット発射機の軽量版である。またやはり01甲板レベル、後部機銃の両舷側にはMk.32 mod.5 3連装短魚雷発射管が1基ずつ搭載されており、ここからはMk.46短魚雷が発射される。
なお、要求事項に盛り込まれていたにもかかわらず、就役当初の本級は艦対艦ミサイルを備えていなかったが、1988年から1989年にかけて、船楼中部の01甲板レベルにハープーンの4連装発射筒2基が後日装備された。

## 配備
本級の前期発注分4隻がカルタヘナ造船所で、後期発注分4隻がフェロル造船所で建造された。しかし、本級の最後の2隻については、スペイン海軍への納入が頓挫し、販売先を求めた結果、エジプトに輸出される事となった。また1977年6月14日には、モロッコ海軍が1隻を発注し、これは「エラマニ」として1983年に就役した。
スペイン海軍の所属艦は、海洋監視や環境保全、水産警護、麻薬取締などの任務に活躍したほか、全艦が国際連合主導の湾岸戦争中の紅海ほかでのイラク向け禁輸監視行動に参加した。その後、新型のアルバロ・デ・バサン級フリゲートの就役に伴い、2004年には艦種を哨戒艦に変更した。これに伴い、個艦防空ミサイルの撤去などと引き換えにゾディアックなど複合艇3隻を搭載して、海上治安活動への対応を強化した。ただし1番艦「デスクビエルタ」はフリゲート（コルベット）の艦種のままで2009年に退役し、また2番艦「ディアナ」は哨戒艦ではなく掃海艦とされた。
| 配備国       | #           | 艦名                                                    | 建造所                     | 起工       | 就役       | 退役・その後     |
| ------------ | ----------- | ------------------------------------------------------- | -------------------------- | ---------- | ---------- | ---------------- |
| スペイン海軍 | F 31        | デスクビエルタ Descubierta                              | バサン・ カルタヘナ 造船所 | 1974年11月 | 1978年11月 | 2009年6月        |
| スペイン海軍 | F 32 → M-11 | ディアナ Diana                                          | バサン・ カルタヘナ 造船所 | 1975年7月  | 1979年6月  | 掃海艦に艦種変更 |
| スペイン海軍 | F 33 → P-76 | インファンタ・エレナ Infanta Elena                      | バサン・ カルタヘナ 造船所 | 1976年1月  | 1980年4月  | 哨戒艦に艦種変更 |
| スペイン海軍 | F 34 → P-77 | インファンタ・クリスティナ Infanta Cristina             | バサン・ カルタヘナ 造船所 | 1976年9月  | 1980年11月 | 哨戒艦に艦種変更 |
| スペイン海軍 | F 35 → P-78 | カサドラ Cazadora                                       | バサン・ フェロル 造船所   | 1977年12月 | 1981年7月  | 哨戒艦に艦種変更 |
| スペイン海軍 | F 36 → P-79 | ベンセドラ Vencedora                                    | バサン・ フェロル 造船所   | 1978年5月  | 1982年3月  | 哨戒艦に艦種変更 |
| エジプト海軍 | F 941       | エル・スエズ El Suez                                    | バサン・ フェロル 造船所   | 1978年10月 | 1984年5月  |                  |
| エジプト海軍 | F 946       | エル・アブキール El Aboukir                             | バサン・ フェロル 造船所   | 1979年2月  | 1984年10月 |                  |
| モロッコ海軍 | F 501       | テニエンテコロネル・エラマニ Teniente Coronel Errahmani | バサン・ フェロル 造船所   | 1979年3月  | 1983年3月  |                  |